# Georg Melhorn

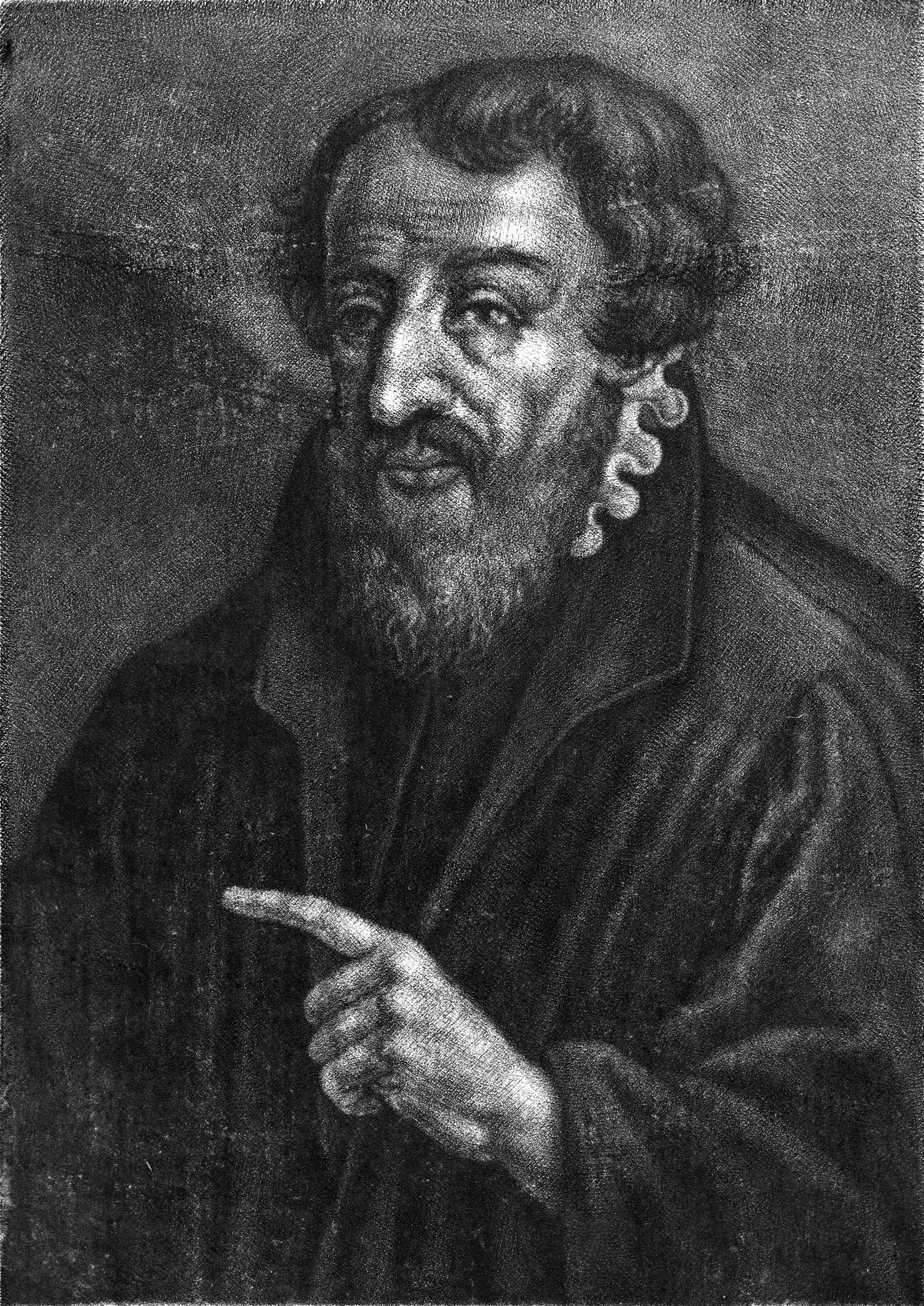
Georg Melhorn

Georg Melhorn (* um 1513 in Altenburg; † 5. April 1563 in Waldenburg) war ein deutscher Pädagoge und evangelischer Theologe.

## Leben
Melhorn immatrikulierte sich zunächst im Jahr 1543 in der Universität zu Wittenberg und im Sommersemester 1544 an der Universität Leipzig. Er wechselte im selben Jahr wieder an die Universität Wittenberg. Nach einer kurzen Zeit als Rektor in Großenhain 1549 ging er wieder nach Wittenberg, wo er sich am 11. Februar 1550 den akademischen Grad eines Magisters erwarb. Auf Empfehlung Philipp Melanchthons ging Melhorn 1551 kurz an die Landesschule Pforta als Rektor. Über sein Wirken dort lässt sich aber nichts weiter ermitteln.
1552 war er wieder in Wittenberg, und auf abermalige Empfehlung Melanchthons ging Melhorn nach Augsburg und wurde dort am 22. Februar 1553 zum Prediger an der Barfüßerkirche ordiniert. In Augsburg kam es mit den anderen Predigern zu einem Streit, da ihnen Melhorn Zwinglische Tendenzen unterstellte, und deshalb wurde er dort 1555 entlassen. Er ging nach Ravensburg, geriet aber dort in ähnliche Konflikte. 1559 wurde er als Pfarrer und erster Superintendent in das schönburgische Waldenburg berufen, wo er bis zu seinem Tod an der Durchsetzung des streng orthodoxen Luthertums arbeitete.